# Вальдекабальєрос
Вальдекабальєрос (ісп. Valdecaballeros) — муніципалітет в Іспанії, у складі автономної спільноти Естремадура, у провінції Бадахос. Населення — 1209 осіб (2010).
Муніципалітет розташований на відстані близько 180 км на південний захід від Мадрида, 160 км на схід від Бадахоса.
На території муніципалітету розташовані такі населені пункти: (дані про населення за 2010 рік)
- Побладо A.E.T.E.A.: 8 осіб
- Побладо C.N.V.: 69 осіб
- Вальдекабальєрос: 1132 особи

## Демографія
Динаміка населення (INE ):